# Министерство международного сотрудничества Египта
Министерство международного сотрудничества Египта отвечает за экономическое сотрудничество и развитие между Арабской Республикой Египет и арабскими государствами, иностранными государствами, международными и региональными организациями. Оно также способствует экономическому и социальному развитию в Египте.
Штаб-квартира находится в Каире. Фаиза Абу Нага является нынешним министром международного сотрудничества.